# Parafia św. Michała Archanioła w Szyłokarczmie
Parafia św. Michała Archanioła – parafia prawosławna w Szyłokarczmie, w dekanacie kłajpedzkim eparchii wileńskiej i litewskiej Rosyjskiego Kościoła Prawosławnego.
Parafia została erygowana w 1989. Nie posiada wolno stojącej cerkwi; korzysta z kaplicy urządzonej w budynku szkolnym. Liczbę wiernych szacuje się na ok. 20 osób.